# Liste der denkmalgeschützten Objekte in Raiding
Die Liste der denkmalgeschützten Objekte in Raiding enthält die 6 denkmalgeschützten, unbeweglichen Objekte der burgenländischen Gemeinde Raiding.

## Denkmäler
| Foto |                 | Denkmal                                                                     | Standort                                  | Beschreibung | Metadaten |
| ---- | --------------- | --------------------------------------------------------------------------- | ----------------------------------------- | --- | --- |
| ja   | Datei hochladen | Wegkapelle hl. Urban/Urbanikapelle HERIS-ID: 72280 Objekt-ID: 85509         | Standort KG: Raiding                      | Auch Urbanuskapelle am Ragaberg (Ragerberg): einfacher Giebelbau, um 1800 ausgeführt und ausgestattet mit Kreuzgratgewölbe, Säulenaltar mit Zopfdekor, Ölbild des heiligen Urban mit Engel. | BDA-Hist.: Q38130015 Status: Bescheid Stand der BDA-Liste: 2025-06-30 Name: Wegkapelle hl. Urban/Urbanikapelle GstNr.: 2269                                               |
| ja   | Datei hochladen | Kath. Pfarrkirche hl. Antonius von Padua HERIS-ID: 47285 Objekt-ID: 50122   | Dr. Paul Iby-Platz 1 Standort KG: Raiding | Die Kirche wurde 1927 unter Einbeziehung des alten Turmes an Stelle einer älteren Kirche errichtet. | BDA-Hist.: Q607002 Status: § 2a Stand der BDA-Liste: 2025-06-30 Name: Kath. Pfarrkirche hl. Antonius von Padua GstNr.: 355/1 Pfarrkirche St. Antonius von Padua (Raiding) |
| ja   | Datei hochladen | Figurenbildstock hl. Donatus HERIS-ID: 57357 Objekt-ID: 67332               | Kirchengasse 25 Standort KG: Raiding      | Figurenbildstock vor dem neuen Friedhof: Steinfigur auf vierseitigem, leicht abgefasten Pfeiler, bezeichnet „1743“. | BDA-Hist.: Q38076141 Status: § 2a Stand der BDA-Liste: 2025-06-30 Name: Figurenbildstock hl. Donatus GstNr.: 420 Figurenbildstock hl. Donatus, Raiding                    |
| ja   | Datei hochladen | Franz Liszt-Geburtshaus und Museumsbau HERIS-ID: 33301 Objekt-ID: 30683     | Lisztstraße 45 Standort KG: Raiding       | Das Haus in dem Franz Liszt geboren wurde, ist ein um 1600 errichteter ehemaliger Edelhof. | BDA-Hist.: Q1445881 Status: Bescheid Stand der BDA-Liste: 2025-06-30 Name: Franz Liszt-Geburtshaus und Museumsbau GstNr.: 84/2 Birthplace of Franz Liszt                  |
| ja   | Datei hochladen | Figurenbildstock hl. Johannes Nepomuk HERIS-ID: 72228 Objekt-ID: 85454      | vor Kirchengasse 1 Standort KG: Raiding   | Kleine, stark verwitterte Steinfigur vor dem Kircheneingang: quaderförmiger Podest auf Sockel mit zweifachem Anlauf und Deckplatte mit Polster und gekehltem Halsring, am Podest bezeichnet „1743“. | BDA-Hist.: Q38129865 Status: § 2a Stand der BDA-Liste: 2025-06-30 Name: Figurenbildstock hl. Johannes Nepomuk GstNr.: 348                                                 |
| BW   | Datei hochladen | Eisenzeitliche Pingenfelder entlang der Potoschze HERIS-ID: 249051seit 2023 | Standort KG: Raiding                      | Die zahlreichen Trichtergruben im Oberpullendorfer Becken sind ein Zeugnis der in spät-la-tène-zeitlicher und römischer Periode bedeutenden Gewinnung (und Verhüttung) von Rasenerz. Anmerkung: Gemeindeübergreifendes Objekt, auch in Frankenau-Unterpullendorf und Großwarasdorf. Gst-nummern auf KG Raiding eingeschränkt. Koordinaten in das Zentrum des geschützten Gebietes in der KG. | BDA-Hist.: Q119241010 Status: Bescheid Stand der BDA-Liste: 2025-06-30 Name: Eisenzeitliche Pingenfelder entlang der Potoschze GstNr.: 1855, 1856                         |